# Gulyás József (politikus)
Gulyás József (Pécs, 1964. július 31. –) magyar liberális politikus, parlamenti képviselő, önkormányzati vezető. 

## Élete
Gulyás József Pécsett született 1964-ben. 1982-ben a debreceni Csokonai Vitéz Mihály Gimnáziumban érettségizett. 1984-től járt a Bessenyei György Tanárképző Főiskolára, ahol 1988-ban szerezte meg a történelem szakos általános iskolai tanár és népművelő oklevelet. 
1992-ben az ELTE BTK-án politikaelméletből szerzett másoddiplomát.

### Közéleti, politikai pályafutása
A rendszerváltás megelőző időszakban, az első szabad választás évében, 1990-ben Nyíregyházán élt.
1988–1990 között közművelődési előadóként dolgozott Nyíregyházán.
1986-ban lépett be a nyíregyházi Párbeszéd Egyesületbe, ami a helyi ellenzéki politizálás műhelye volt. 1988. november 13-án a Szabad Demokraták Szövetsége (SZDSZ) alapító tagjai között volt, 1989 januárjában részt vett a nyíregyházi pártszervezet megalakításában. Megszakításokkal tagja volt a liberális párt országos tanácsnak (OT), 1995-1998 és 2003-2005 között annak elnökségi tagja is. 1993 őszétől a jelöltállító csoport vezetője. 1998-tól 2009-es lemondásáig Pest megyei választmányi elnök.
1990 és 1998 között országgyűlési képviselő (országos listáról), 1998-ban jelölt volt. 1991-ben és 1996-1998 között a szabad demokrata frakció titkára, 1997-1998-ban parlamenti jegyző. Az 1994. és 1998. évi önkormányzati választásokon a szabad demokraták Pest megyei listájáról bekerült a megyegyűlésbe. 1998-tól Szentendre alpolgármestere, a képviselő-testület tagja. A 2002-es választáson újra az SZDSZ színeiben, az országos listáról szerzett parlamenti mandátumot. 2002. október 20-án a megyegyűlésben is újrázott, ahol alelnökké választották.   A 2006. évi országgyűlési választáson Pest megyei területi listán szerzett mandátumot. 
2002 és 2009 között az Országgyűlés Nemzetbiztonsági bizottságának a tagja. A romagyilkosságok nemzetbiztonsági vonatkozásait 2009 őszén vizsgáló bizottság vezetője. (https://magyarnarancs.hu/belpol/erre-nincs-felmentes-86695)
2009. november 29-én bejelentette, hogy kilép az SZDSZ-ből és a párt országgyűlési frakciójából. „A jelenlegi helyzetben az SZDSZ megújulására, magára találására sem a választások előtt, sem pedig azt követően nem látok esélyt.” – taglalta Retkes Attila pártelnökhöz, továbbá az Országos Tanács elnökéhez írt levelében.
2010 és 2024 között a versenyszférában dolgozott kommunikációs tanácsadóként.
Több írása jelent meg az Élet és Irodalomban, Népszabadságban, a Jelenben. (: https://jelen.media/kozelet/gulyas-jozsef-paradigmavaltas-nelkul-csak-a-remenytelenseget-lehet-legyartani/)
Visszatérően foglalkozott a romák elleni terrortámadások ügyével, az áldozatok, családi hozzátartozók sorsával és különböző nemzetbiztonsági kérdésekkel, amelyekről megkérdezték (https://hvg.hu/itthon/20170419_Gulyas_Jozsef_A_hatalom_szorongasa_azt_mutatja_hogy_van_felnivalojuk | https://www.atv.hu/belfold/20210726/gulyas-jozsef-egy-jogallamban-ilyenkor-a-miniszterelnok-bealdozza-az-egyik-miniszteret | https://www.youtube.com/watch?v=Uxw1R6wT0W4&ab_channel=ATVMagyarorsz%C3%A1g)
2024. október 9-én, Szentendre Város Önkormányzata képviselő-testületének alakuló ülésén ismét alpolgármesterré választották. 

## Családja
Elvált. Három gyermeke van: Anna Róza (1992), Áron (1993), Lujza (2011).

## Külső hivatkozások
Adatlapja az Országgyűlés honlapján
- Életrajza az Országgyűlés honlapján[halott link]
- Gulyás József – HVG-cikkek